# Marwin Hitz
Marwin Hitz, né le 18 septembre 1987 à Saint-Gall (Suisse), est un footballeur international suisse. Il évolue au poste de gardien de but au sein du club suisse du FC Bâle.
Avec la sélection suisse, il participe à l'Euro 2016 en tant que gardien remplaçant.
Il est parfois considéré comme le sosie de son compatriote Yann Sommer, qui évolue lui aussi au poste de gardien.[réf. nécessaire]

## Biographie

### Carrière en club

#### FC Saint-Gall (2005-2008)
Marwin Hitz est formé au FC Saint-Gall avec qui il intègre le groupe professionnel en 2005. Il est prêté à Yverdon-Sport qui évolue en deuxième division lors de l'été 2007. Il n'y joue que deux matchs, avant d'être prêté de nouveau en deuxième division lors de la seconde partie de saison au FC Winterthour.

#### VfL Wolfsburg (2008-2013)
En janvier 2009, il quitte le club suisse pour rejoindre le VfL Wolfsburg, sans avoir jamais joué sous le maillot de l'équipe première de son club formateur. Il joue ses premiers matchs professionnels lors de la saison suivante, mais reste numéro deux durant les quatre saisons qu'il passe dans le club allemand, qu'il quitte finalement en 2013 pour le FC Augsbourg.

#### FC Augsbourg (2013-2018)
Il joue dix-neuf matchs de championnat la première saison avec Augsbourg, avant de devenir le numéro un dans les cages. 
Le 21 février 2015, alors que son club est mené 2 buts à 1 face à Leverkusen, Marwin égalise dans les arrêts de jeu en battant Bernd Leno. Fautif sur les deux buts du Bayer, il se venge en inscrivant le premier but de sa carrière. Il s'agit du troisième gardien buteur dans le jeu en Bundesliga, après Jens Lehmann et Frank Rost, respectivement en 1998 et 2002.

#### Borussia Dortmund (2018-2022)
Son contrat avec Augsbourg se terminant le 30 juin 2018, Marwin Hitz s'engage jusqu'en 2021 avec le Borussia Dortmund,,. Il remplace Roman Weidenfeller, qui part à la retraite, et sera la doublure de Roman Bürki.

#### FC Bâle (depuis 2022)
En mai 2022, il est annoncé qu'il quitte le Borussia Dortmund pour rejoindre le FC Bâle qui l'a engagé jusqu'en 2025,.
Fin janvier 2025, il est annoncé qu'il prolonge son contrat dans le club Rhénan d'une année supplémentaire soit 2026.
Il remporte avec le FC Bâle, en mai et juin 2025, le doublé Coupe (le 14e remportée par le club Rhénan)- Championnat (son premier titre depuis 2017 et 21e du club), c'est ses premiers titres avec le club bâlois.

### Sélection
Lors de cette même année, il joue deux matchs en équipe de Suisse, en amical contre le Liechtenstein (victoire 3-0), puis lors des éliminatoires de l'Euro 2016 contre l'Estonie (victoire 0-1).

## Palmarès

### En club
Borussia Dortmund
- Championnat d'Allemagne :
  - Vice-champion : 2019 et 2020
- Supercoupe d'Allemagne (1) :
  - Vainqueur : 2019

 FC Bâle
- Coupe de Suisse
  - Vainqueur en 2025
- Super League
  - Champion en 2025

## Statistiques
| Saison                | Club                  | Championnat           | Championnat | Championnat | Coupe(s) nationale(s) | Coupe(s) nationale(s) | Supercoupe | Supercoupe | Compétition(s) continentale(s) | Compétition(s) continentale(s) | Compétition(s) continentale(s) | Suisse | Suisse | Total | Total |
| Saison                | Club                  | Division              | M.          | B.          | M.                    | B.                    | M.         | B.         | Comp.                          | M.                             | B.                             | M.     | B.     | M.    | B.    |
| 2005-2006             | FC Saint-Gall U21     | 1re ligue             | 26          | 0           | -                     | -                     | -          | -          | -                              | -                              | -                              | -      | -      | 26    | 0     |
| 2006-2007             | FC Saint-Gall U21     | 1re ligue             | 17          | 0           | -                     | -                     | -          | -          | -                              | -                              | -                              | -      | -      | 17    | 0     |
| 2007-2008             | FC Winterthour (prêt) | Challenge League      | 10          | 0           | -                     | -                     | -          | -          | -                              | -                              | -                              | -      | -      | 10    | 0     |
| 2008-2009             | FC Winterthour (prêt) | Challenge League      | 5           | 0           | -                     | -                     | -          | -          | -                              | -                              | -                              | -      | -      | 5     | 0     |
| Sous-total            | Sous-total            | Sous-total            | 58          | 0           | -                     | -                     | -          | -          | -                              | -                              | -                              | -      | -      | 58    | 0     |
| 2008-2009             | VfL Wolfsburg rés.    | RL Nord               | 6           | 0           | -                     | -                     | -          | -          | -                              | -                              | -                              | -      | -      | 6     | 0     |
| 2009-2010             | VfL Wolfsburg         | Bundesliga            | 5           | 0           | -                     | -                     | -          | -          | C3                             | 4                              | 0                              | -      | -      | 9     | 0     |
| 2010-2011             | VfL Wolfsburg         | Bundesliga            | 6           | 0           | 1                     | 0                     | -          | -          | -                              | -                              | -                              | -      | -      | 7     | 0     |
| 2011-2012             | VfL Wolfsburg         | Bundesliga            | 2           | 0           | -                     | -                     | -          | -          | -                              | -                              | -                              | -      | -      | 2     | 0     |
| 2012-2013             | VfL Wolfsburg         | Bundesliga            | -           | -           | 1                     | 0                     | -          | -          | -                              | -                              | -                              | -      | -      | 1     | 0     |
| Sous-total            | Sous-total            | Sous-total            | 19          | 0           | 2                     | 0                     | -          | -          | -                              | 4                              | 0                              | -      | -      | 25    | 0     |
| 2013-2014             | FC Augsbourg          | Bundesliga            | 19          | 0           | 1                     | 0                     | -          | -          | C3                             | 4                              | 0                              | -      | -      | 24    | 0     |
| 2014-2015             | FC Augsbourg          | Bundesliga            | 25          | 1           | 1                     | 0                     | -          | -          | -                              | -                              | -                              | 1      | 0      | 27    | 1     |
| 2015-2016             | FC Augsbourg          | Bundesliga            | 33          | 0           | 3                     | 0                     | -          | -          | C3                             | 8                              | 0                              | 1      | 0      | 45    | 0     |
| 2016-2017             | FC Augsbourg          | Bundesliga            | 32          | 0           | 2                     | 0                     | -          | -          | -                              | -                              | -                              | -      | -      | 34    | 0     |
| 2017-2018             | FC Augsbourg          | Bundesliga            | 32          | 0           | 1                     | 0                     | -          | -          | -                              | -                              | -                              | -      | -      | 33    | 0     |
| Sous-total            | Sous-total            | Sous-total            | 141         | 1           | 8                     | 0                     | -          | -          | -                              | 8                              | 0                              | 2      | 0      | 159   | 1     |
| 2018-2019             | Borussia Dortmund     | Bundesliga            | 2           | 0           | 1                     | 0                     | -          | -          | C1                             | 1                              | 0                              | -      | -      | 4     | 0     |
| 2019-2020             | Borussia Dortmund     | Bundesliga            | 4           | 0           | 2                     | 0                     | 1          | 0          | C1                             | -                              | -                              | -      | -      | 7     | 0     |
| 2020-2021             | Borussia Dortmund     | Bundesliga            | 15          | 0           | 5                     | 0                     | 1          | 0          | C1                             | 6                              | 0                              | -      | -      | 27    | 0     |
| 2021-2022             | Borussia Dortmund     | Bundesliga            | 5           | 0           | 1                     | 0                     | -          | -          | C1                             | 0                              | 0                              | -      | -      | 6     | 0     |
| Sous-total            | Sous-total            | Sous-total            | 26          | 0           | 9                     | 0                     | 2          | 0          | -                              | 7                              | 0                              | -      | -      | 44    | 0     |
| 2022-2023             | FC Bâle               | Super League          | 32          | 0           | 2                     | 0                     | -          | -          | C4                             | 18                             | 0                              | -      | -      | 52    | 0     |
| Sous-total            | Sous-total            | Sous-total            | 32          | 0           | 2                     | 0                     | -          | -          | -                              | 18                             | 0                              | -      | -      | 52    | 0     |
| Total sur la carrière | Total sur la carrière | Total sur la carrière | 276         | 1           | 21                    | 0                     | 2          | 0          | -                              | 37                             | 0                              | 2      | 0      | 338   | 1     |